# Communauté d'agglomération de Saint-Dié-des-Vosges
La communauté d'agglomération de Saint-Dié-des-Vosges est une communauté d'agglomération française, située dans les départements des Vosges et de Meurthe-et-Moselle en région Grand Est créée en 2017.

## Historique
En application de la loi NoTRe qui prévoit que les établissements publics de coopération intercommunale (EPCI) à fiscalité propre doivent avoir normalement un minimum de 15 000 habitants, le schéma départemental de coopération intercommunale (SDCI) approuvé par le préfet des Vosges le 30 mars 2016 prescrit de constituer une agglomération autour de Saint-Dié par la fusion de six intercommunalités.
- communauté de communes de Saint-Dié-des-Vosges (9 communes) ;
- communauté de communes des Hauts Champs (5 communes) ;
- communauté de communes Fave, Meurthe, Galilée (23 communes) ;
- communauté de communes du Pays des Abbayes (20 communes) ;
- communauté de communes de la Vallée de la Plaine (9 communes) ;
- communauté de communes du Val de Neuné (9 communes).

Cette fusion est destinée à permettre la création d'une intercommunalité importante structurée autour de la vallée de la Meurthe et du chef-lieu d’arrondissement qu’est Saint-Dié-des-Vosges, adossé au versant occidental du massif vosgien et  intégralement situé dans le massif des Vosges. La communauté correspond également, en grande partie, à la zone d’influence, et d’emploi de Saint-Dié-des-Vosges, deuxième ville du département, qui centralise aussi la plupart des commerces et des services. Cette intercommunalité de plus de 50 000 habitants doit ainsi pouvoir peser face aux métropoles et grandes agglomérations de Strasbourg, Metz, Nancy, Mulhouse...
A cette occasion, les élus décident de doter la future intercommunalité du statut de communauté d'agglomération, qui met en œuvre plus de compétences au profit des habitants et du territoire, tout en bénéficiant de plus fortes dotations de l’État.
Après avis favorable de 76 % des conseils municipaux des communes concernées représentant 87,4 % de la population concernée, la communauté d'agglomération est créée par un arrêté préfectoral 14 décembre 2016 qui a pris effet le 1er janvier 2017, et regroupe alors 74 communes,.
Le 1er janvier 2018, les communes de Bois-de-Champ, Mortagne et Les Rouges-Eaux (respectivement 118, 159 et 87 habitants), antérieurement membres de la communauté de communes Bruyères - Vallons des Vosges rejoignent le périmètre de la communauté d'agglomération.
Depuis sa création, la communauté d'agglomération est territoire associé du Pôle métropolitain européen du Sillon lorrain.

## Territoire communautaire

### Géographie
Le territoire communautaire recouvre l'arrondissement de Saint-Dié, hormis les communes vosgiennes les plus au sud qui s'avèrent par ailleurs les plus montagnardes. Celles-ci relèvent des zones d'attractivités de Gérardmer ou de La Bresse voire de Remiremont. En revanche la communauté d'agglomération agrège, en sa partie nord, trois communes de Meurthe-et-Moselle (Bionville, Pierre-Percée et Raon-lès-Leau) situées dans la vallée de la Plaine débouchant sur Raon-l'Étape).
La communauté d'agglomération se situe en partie centrale d’un axe comprenant à l’ouest le sillon lorrain et à l’est le sillon alsacien, structurant chacun l’espace du grand Est. Situé dans le prolongement de l’axe Metz-Nancy par la RN 59, elle est également une « porte d’entrée » sur le massif vosgien et sur l’Alsace.
Il s'agit d'un territoire marqué historiquement par les industries de la transformation des métaux, de la plasturgie, de l’automobile, du textile, du travail du bois et de la pierre. Il est néanmoins caractérisé par la richesse de ses milieux naturels : couverture forestière, pierre, eau, trame d’une variété et d’une diversité paysagère.
Le site du Massif vosgien, inscrit au titre de la loi du 2 mai 1930, regroupe 14 schémas de cohérence territoriale (SCOT) qui ont tout ou partie de leur territoire sur le périmètre du massif des Vosges.

### Composition
En 2023, La communauté d'agglomération est composée des 77 communes suivantes, dont trois communes sont situées en Meurthe-et-Moselle (Bionville, Pierre-Percée et Raon-lès-Leau) :

| Nom                          | Code Insee | Gentilé             | Superficie (km2) | Population (dernière pop. légale) | Densité (hab./km2) |
| ---------------------------- | ---------- | ------------------- | ---------------- | --------------------------------- | ------------------ |
| Saint-Dié-des-Vosges (siège) | 88413      | Déodatiens          | 46,15            | 19 324 (2022)                     | 419                |
| Allarmont                    | 88005      | Hilarismontais      | 13,21            | 209 (2022)                        | 16                 |
| Anould                       | 88009      | Aulnois             | 24,23            | 3 262 (2022)                      | 135                |
| Arrentès-de-Corcieux         | 88014      | Arrentais           | 17               | 177 (2022)                        | 10                 |
| Ban-de-Laveline              | 88032      | Ban-de-Lavelinois   | 26,45            | 1 163 (2022)                      | 44                 |
| Ban-de-Sapt                  | 88033      | Saptésiens          | 22,66            | 358 (2022)                        | 16                 |
| Ban-sur-Meurthe-Clefcy       | 88106      |                     | 45,04            | 961 (2022)                        | 21                 |
| Barbey-Seroux                | 88035      |                     | 7,32             | 144 (2022)                        | 20                 |
| Belval                       | 88053      |                     | 6,84             | 153 (2022)                        | 22                 |
| Bertrimoutier                | 88054      | Bertrimonastériens  | 3,72             | 312 (2022)                        | 84                 |
| Le Beulay                    | 88057      | Beulésiens          | 2,4              | 90 (2022)                         | 38                 |
| Biffontaine                  | 88059      | Biffontenois        | 8,88             | 393 (2022)                        | 44                 |
| Bionville                    | 54075      | Bionvillois         | 12,14            | 114 (2022)                        | 9,4                |
| Bois-de-Champ                | 88064      |                     | 17,69            | 105 (2022)                        | 5,9                |
| La Bourgonce                 | 88068      | Bourgonçois         | 16,56            | 862 (2022)                        | 52                 |
| Celles-sur-Plaine            | 88082      |                     | 20,09            | 751 (2022)                        | 37                 |
| La Chapelle-devant-Bruyères  | 88089      |                     | 20,23            | 549 (2022)                        | 27                 |
| Châtas                       | 88093      |                     | 5,55             | 36 (2022)                         | 6,5                |
| Coinches                     | 88111      | Conchois            | 5,69             | 349 (2022)                        | 61                 |
| Combrimont                   | 88113      | Combrimontais       | 5,21             | 137 (2022)                        | 26                 |
| Corcieux                     | 88115      | Forfelets           | 17,4             | 1 490 (2022)                      | 86                 |
| La Croix-aux-Mines           | 88120      | Cruciminois         | 16,8             | 456 (2022)                        | 27                 |
| Denipaire                    | 88128      | Denipairiens        | 7,02             | 250 (2022)                        | 36                 |
| Entre-deux-Eaux              | 88159      |                     | 8,47             | 509 (2022)                        | 60                 |
| Étival-Clairefontaine        | 88165      | Stivaliens          | 27,12            | 2 454 (2022)                      | 90                 |
| Fraize                       | 88181      | Fraxiniens          | 15,59            | 2 849 (2022)                      | 183                |
| Frapelle                     | 88182      |                     | 4,55             | 199 (2022)                        | 44                 |
| Gemaingoutte                 | 88193      |                     | 3,9              | 152 (2022)                        | 39                 |
| Gerbépal                     | 88198      | Forfelets           | 19,18            | 537 (2022)                        | 28                 |
| La Grande-Fosse              | 88213      |                     | 6,79             | 130 (2022)                        | 19                 |
| Grandrupt                    | 88215      |                     | 6,34             | 75 (2022)                         | 12                 |
| La Houssière                 | 88244      | Husselets           | 19,54            | 509 (2022)                        | 26                 |
| Hurbache                     | 88245      | Hurbachois          | 9,93             | 291 (2022)                        | 29                 |
| Lesseux                      | 88268      |                     | 2,94             | 138 (2022)                        | 47                 |
| Lubine                       | 88275      |                     | 14,85            | 245 (2022)                        | 16                 |
| Lusse                        | 88276      | Lussois             | 19,49            | 361 (2022)                        | 19                 |
| Luvigny                      | 88277      |                     | 3,94             | 117 (2022)                        | 30                 |
| Mandray                      | 88284      | Madréseys           | 12,36            | 590 (2022)                        | 48                 |
| Ménil-de-Senones             | 88300      |                     | 7,22             | 122 (2022)                        | 17                 |
| Le Mont                      | 88306      | Montois             | 4,01             | 52 (2022)                         | 13                 |
| Mortagne                     | 88315      | Motonnais           | 22,2             | 188 (2022)                        | 8,5                |
| Moussey                      | 88317      | Mousséens           | 29,2             | 549 (2022)                        | 19                 |
| Moyenmoutier                 | 88319      | Médianimonastériens | 34,21            | 3 003 (2022)                      | 88                 |
| Nayemont-les-Fosses          | 88320      | Nayemontais         | 8,91             | 776 (2022)                        | 87                 |
| Neuvillers-sur-Fave          | 88326      |                     | 5,12             | 357 (2022)                        | 70                 |
| Nompatelize                  | 88328      | Norpadiens          | 6,91             | 535 (2022)                        | 77                 |
| Pair-et-Grandrupt            | 88341      |                     | 4,58             | 491 (2022)                        | 107                |
| La Petite-Fosse              | 88345      |                     | 5,04             | 84 (2022)                         | 17                 |
| La Petite-Raon               | 88346      | Petit-Raonnais      | 9,09             | 737 (2022)                        | 81                 |
| Pierre-Percée                | 54427      |                     | 9,93             | 96 (2022)                         | 9,7                |
| Plainfaing                   | 88349      | Plainfinois         | 38,56            | 1 592 (2022)                      | 41                 |
| Les Poulières                | 88356      | Polérois            | 2,98             | 302 (2022)                        | 101                |
| Provenchères-et-Colroy       | 88361      |                     | 19,13            | 1 299 (2022)                      | 68                 |
| Le Puid                      | 88362      | Piédestains         | 5,41             | 118 (2022)                        | 22                 |
| Raon-l'Étape                 | 88372      |                     | 23,71            | 6 011 (2022)                      | 254                |
| Raon-lès-Leau                | 54443      |                     | 1,31             | 39 (2022)                         | 30                 |
| Raon-sur-Plaine              | 88373      |                     | 3,54             | 139 (2022)                        | 39                 |
| Raves                        | 88375      |                     | 4,02             | 480 (2022)                        | 119                |
| Remomeix                     | 88386      |                     | 4,73             | 435 (2022)                        | 92                 |
| Les Rouges-Eaux              | 88398      |                     | 5,9              | 79 (2022)                         | 13                 |
| Saint-Jean-d'Ormont          | 88419      | Ormontais           | 5,29             | 128 (2022)                        | 24                 |
| Saint-Léonard                | 88423      | Léonardiens         | 14,57            | 1 379 (2022)                      | 95                 |
| Saint-Michel-sur-Meurthe     | 88428      | Michellois          | 15,54            | 1 794 (2022)                      | 115                |
| Saint-Remy                   | 88435      | Saint-Rémois        | 12,25            | 519 (2022)                        | 42                 |
| Saint-Stail                  | 88436      | Stéphanois          | 6,21             | 72 (2022)                         | 12                 |
| Sainte-Marguerite            | 88424      | Margaritains        | 5,55             | 2 253 (2022)                      | 406                |
| La Salle                     | 88438      |                     | 4,71             | 398 (2022)                        | 85                 |
| Le Saulcy                    | 88444      | Salcyniens          | 9,83             | 297 (2022)                        | 30                 |
| Saulcy-sur-Meurthe           | 88445      | Salixiens           | 16,37            | 2 319 (2022)                      | 142                |
| Senones                      | 88451      | Senonais            | 18,73            | 2 334 (2022)                      | 125                |
| Taintrux                     | 88463      | Taintrusiens        | 31,69            | 1 450 (2022)                      | 46                 |
| Le Vermont                   | 88501      | Vermontois          | 4,41             | 73 (2022)                         | 17                 |
| Vexaincourt                  | 88503      |                     | 11,38            | 147 (2022)                        | 13                 |
| Vienville                    | 88505      |                     | 3,38             | 120 (2022)                        | 36                 |
| Vieux-Moulin                 | 88506      |                     | 3,89             | 321 (2022)                        | 83                 |
| La Voivre                    | 88519      |                     | 5,86             | 656 (2022)                        | 112                |
| Wisembach                    | 88526      |                     | 11,3             | 428 (2022)                        | 38                 |

### Impact énergétique et climatique

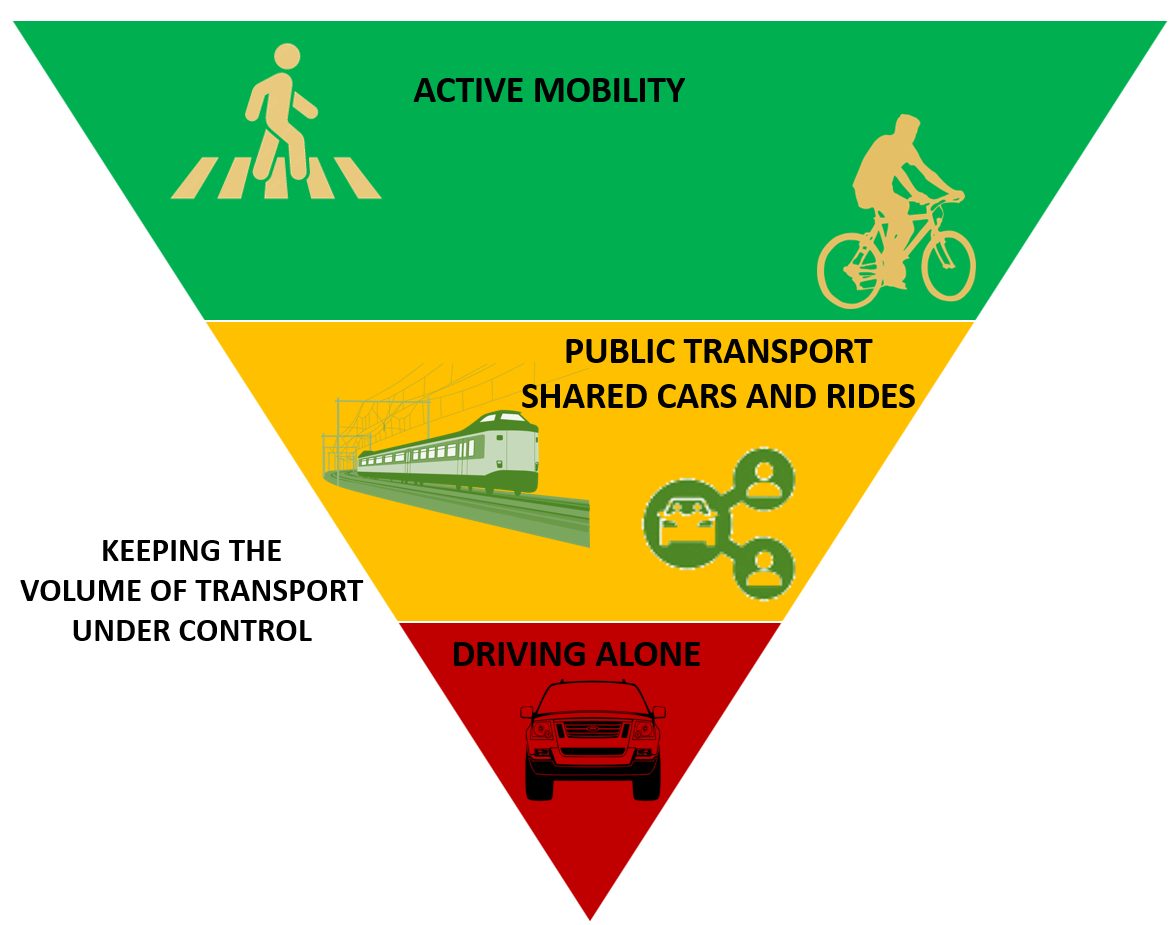
Pyramide de la mobilité, proposée par le projet européen Share North.

Énergie et effet de serre étant intimement liés, ATMO Grand Est tient à jour les statistiques énergétiques et climatiques de la communauté d'agglomération de Saint-Dié-des-Vosges pour l'année 2020 et pour tous les secteurs, y compris les transports.
| -                              | Transports routiers | Autres transports |
| ------------------------------ | ------------------- | ----------------- |
| Carburant (GWh)                | 489,1               | 1,3               |
| Électricité (GWh)              | 0,9                 | 2,3               |
| Gaz à effet de serre (ktéqCO2) | 133                 | 0                 |

#### Énergie et climat
Dans le cadre du schéma régional d'aménagement, de développement durable et d'égalité des territoires (SRADDET) du Grand Est, ATMO Grand Est tient à jour les statistiques énergétiques  des établissements publics de coopération intercommunale de la région sous forme de diagramme de flux.
L'énergie finale annuelle, consommée en 2020, est exprimée en gigawatts-heures,.
| -                          | GWh   |
| -------------------------- | ----- |
| Électricité                | 463   |
| Carburants ou combustibles | 1 713 |
| Chaleur primaire           | 105   |

L'énergie produite en 2022 est également exprimée en gigawatts-heures.
| -                          | GWh |
| -------------------------- | --- |
| Électricité                | 43  |
| Carburants ou combustibles | 594 |
| Chaleur primaire           | 78  |

Les gaz à effet de serre sont exprimés en kilotonnes équivalent CO2.
| -                     | ktéqCO2 |
| --------------------- | ------- |
| Liées à l'énergie     | 349     |
| Non liées à l'énergie | 63      |

### Établissements publics de coopération intercommunale limitrophes

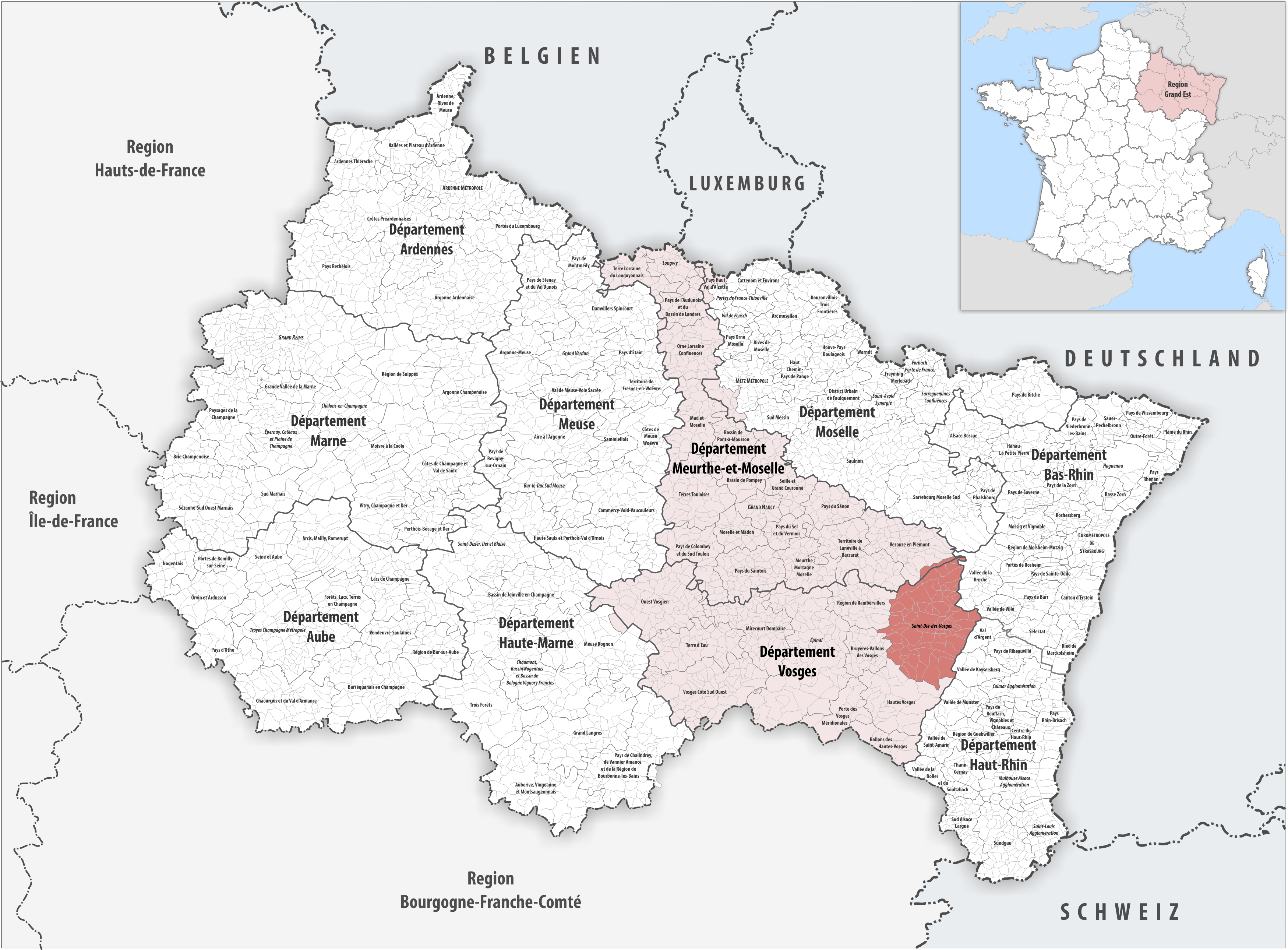
La communauté d'agglomération de Saint-Dié-des-Vosges au sein du Grand Est.

### Démographie
| 1968   | 1975   | 1982   | 1990   | 1999   | 2009   | 2014   | 2020   | 2022   |
| ------ | ------ | ------ | ------ | ------ | ------ | ------ | ------ | ------ |
| 80 222 | 80 851 | 78 864 | 77 499 | 77 670 | 79 288 | 76 983 | 73 887 | 72 973 |

| Hommes | Classe d’âge | Femmes |
| ------ | ------------ | ------ |
| 0,7    | 90 ans ou +  | 2,2    |
| 8,4    | 75 à 89 ans  | 11,7   |
| 21,9   | 60 à 74 ans  | 22,1   |
| 21,6   | 45 à 59 ans  | 20,8   |
| 16,5   | 30 à 44 ans  | 15,8   |
| 15,2   | 15 à 29 ans  | 13,3   |
| 15,8   | 0 à 14 ans   | 14,2   |

| Hommes | Classe d’âge | Femmes |
| ------ | ------------ | ------ |
| 0,7    | 90 ans ou +  | 1,8    |
| 7,2    | 75 à 89 ans  | 9,7    |
| 17,6   | 60 à 74 ans  | 18,5   |
| 20,3   | 45 à 59 ans  | 19,8   |
| 18,6   | 30 à 44 ans  | 18,0   |
| 18,3   | 15 à 29 ans  | 16,5   |
| 17,4   | 0 à 14 ans   | 15,7   |

| Diplôme le plus élevé                                            | Ensemble | Hommes | Femmes |
| ---------------------------------------------------------------- | -------- | ------ | ------ |
| Aucun diplôme ou certificat d'études primaires                   | 26,8     | 23,4   | 30,0   |
| BEPC, brevet des collèges, DNB                                   | 5,7      | 4,9    | 6,4    |
| CAP, BEP ou équivalent                                           | 29,9     | 36,0   | 24,2   |
| Baccalauréat général, technologique ou professionnel             | 16,7     | 16,1   | 17,2   |
| Diplôme de l'enseignement supérieur de niveau bac + 2            | 9,7      | 9,0    | 10,3   |
| Diplôme de l'enseignement supérieur de niveau bac + 3 ou bac + 4 | 6,7      | 5,6    | 7,7    |
| Diplôme de l'enseignement supérieur de niveau bac + 5 ou plu     | 4,6      | 5,0    | 4,2    |

#### Logement
| Catégorie de logement                            | 1968   | 1975   | 1982   | 1990   | 1999   | 2010   | 2016   | 2022   |
| ------------------------------------------------ | ------ | ------ | ------ | ------ | ------ | ------ | ------ | ------ |
| Résidences principales                           | 25 835 | 27 179 | 28 444 | 29 822 | 31 909 | 34 986 | 34 960 | 35 429 |
| Résidences secondaires et logements occasionnels | 2 060  | 3 010  | 3 882  | 4 123  | 4 356  | 4 350  | 4 905  | 4 528  |
| Logements vacants                                | 2 163  | 2 660  | 2 744  | 3 000  | 2 618  | 4 484  | 5 236  | 5 060  |

| Catégorie de logement | 2011 | 2016 | 2022 |
| --------------------- | ---- | ---- | ---- |
| Maisons               | 64,4 | 64,8 | 65,5 |
| Appartements          | 34,0 | 33,2 | 34,0 |
| Autres                | 1,5  | 2,0  | 0,5  |

| Période d'achèvement | %    |
| -------------------- | ---- |
| Avant 1919           | 13,9 |
| De 1919 à 1945       | 9,8  |
| De 1946 à 1970       | 28,0 |
| De 1971 à 1990       | 25,9 |
| De 1991 à 2005       | 13,5 |
| De 2006 à 2019       | 8,9  |

| Statut d'occupation                                                            | 2011   | 2016   | 2022   |
| ------------------------------------------------------------------------------ | ------ | ------ | ------ |
| Propriétaire                                                                   | 21 690 | 21 999 | 22 390 |
| Locataire ou sous-locataire d'un logement loué vide non HLM                    | 12 496 | 12 280 | 12 217 |
| Locataire ou sous-locataire d'un logement loué meublé ou d'une chambre d'hôtel | 12 496 | 12 280 | 12 217 |
| Locataire ou sous-locataire d'un logement loué vide HLM                        | 4 718  | 4 391  | 4 356  |
| Logé gratuitement                                                              | 800    | 681    | 822    |
| Ensemble                                                                       | 34 986 | 34 960 | 35 429 |

#### Situation sociale
|                                                    | Agriculteurs | Agriculteurs | Agriculteurs | Artisans, commerçants, chefs d'entreprise | Artisans, commerçants, chefs d'entreprise | Artisans, commerçants, chefs d'entreprise | Cadres, professions intellectuelles | Cadres, professions intellectuelles | Cadres, professions intellectuelles | Professions intermédiaires | Professions intermédiaires | Professions intermédiaires | Employés | Employés | Employés | Ouvriers | Ouvriers | Ouvriers |
| Année                                              | 2011         | 2016         | 2022         | 2011                                      | 2016                                      | 2022                                      | 2011                                | 2016                                | 2022                                | 2011                       | 2016                       | 2022                       | 2011     | 2016     | 2022     | 2011     | 2016     | 2022     |
| -------------------------------------------------- | ------------ | ------------ | ------------ | ----------------------------------------- | ----------------------------------------- | ----------------------------------------- | ----------------------------------- | ----------------------------------- | ----------------------------------- | -------------------------- | -------------------------- | -------------------------- | -------- | -------- | -------- | -------- | -------- | -------- |
| Communauté d'Agglomération de Saint-Dié-des-Vosges | 1,1 %        | 1,1 %        | 1,1 %        | 6,5 %                                     | 6,7 %                                     | 7,2 %                                     | 8,4 %                               | 7,7 %                               | 8,9 %                               | 20,0 %                     | 20,6 %                     | 22,0 %                     | 27,6 %   | 29,1 %   | 27,5 %   | 35,1 %   | 33,2 %   | 31,6 %   |

| Sexe et âge | Population | Taux d'activité en % | Taux d'emploi en % |
| ----------- | ---------- | -------------------- | ------------------ |
| Ensemble    | 43 206     | 73,4                 | 62,2               |
| 15 à 24 ans | 7 187      | 46,9                 | 32,8               |
| 25 à 54 ans | 24 743     | 89,7                 | 77,8               |
| 55 à 64 ans | 11 276     | 54,6                 | 46,6               |
| Hommes      | 21 680     | 76,1                 | 64,5               |
| 15 à 24 ans | 3 721      | 50,3                 | 35,6               |
| 25 à 54 ans | 12 386     | 92,9                 | 80,9               |
| 55 à 64 ans | 5 573      | 55,7                 | 47,4               |
| Femmes      | 21 526     | 70,8                 | 59,8               |
| 15 à 24 ans | 3 466      | 43,2                 | 29,7               |
| 25 à 54 ans | 12 357     | 86,5                 | 74,7               |
| 55 à 64 ans | 5 703      | 53,5                 | 45,8               |

| Tranche d'âge   | Taux en % |
| --------------- | --------- |
| Moins de 30 ans | 27,5      |
| De 30 à 39 ans  | 22,8      |
| De 40 à 49 ans  | 20,9      |
| De 50 à 59 ans  | 17,0      |
| De 60 à 74 ans  | 12,4      |
| 75 ans ou plus  | 10,1      |

## Organisation

### Siège
Le siège de la communauté d'agglomération est situé à Saint-Dié-des-Vosges, 7 place Saint-Martin.

### Élus
La communauté de communes est administrée par son conseil communautaire, composé pour la mandature 2020-2026 de 113 conseillers municipaux représentant chacune des 77 communes membres et répartis en fonction de leur population de la manière suivante, : 
- 21 délégués pour Saint-Dié-des-Vosges ;
- 6 délégués pour Raon-l'Étape ;
- 3 délégués pour Anould, Fraize et Moyenmoutier ;
-  2 délégués pour Étival-Clairefontaine, Sainte-Marguerite,Saint-Michel-sur-Meurthe, Saulcy-sur-Meurthe et Senones ;
- 1 délégué et son suppléant pour les 67 autres communes.

Au terme des élections municipales de 2020 dans les Vosges, le conseil communautaire renouvelé a réélu le 11 juillet 2020 son président, David Valence, maire de Saint-Dié-des-Vosges. Celui-ci ayant été élu en 2022 député de la deuxième circonscription des Vosges et contraint par la législation limitant le cumul des mandats en France, a démissionné de ses fonctions exécutives locales.
Claude George, maire de Saint-Remy, est donc élu président de la communauté d'agglomération le 3 juillet 2022. Ses vice-présidents sont, : 
1. Annabelle Soudière, maire de Nayemont-les-Fosses, déléguée aux ressources humaines, à la formation, à l’enseignement supérieur, à l’égalité des chances et à l’Administration générale ;
2. Bruno Toussaint, maire de Saint-Dié-des-Vosges, délégué à la santé et à la politique de la ville ;
3. Brigitte Gamain, maire de Châtas, déléguée à la cohésion territoriale et aux relations avec les communes ;
4. Benoit Pierrat, maire de Raon-l’Étape, délégué à l’emploi, à l’économie, au commerce, à l’artisanat et à l’économie sociale et solidaire ;
5. Caroline Privat-Mattioni, conseillère municipale de Saint-Dié-des-Vosges, déléguée au développement durable et à la transition écologique et énergétique ;
6. André Boulangeot, maire de Sainte-Marguerite, délégué aux bâtiments, aux travaux communautaires et à l’accessibilité ;
7. Jean-Marie Lalandre, conseiller municipal de Le Beulay, Délégué à la Prévention, à la Collecte et Valorisation des Déchets et aux Sports ;
8. Caroline Lerognon, maire de Fraize, déléguée aux  finances ;
9. Jean-Louis Ropp, maire du Vieux-Moulin, délégué à l’eau et l’assainissement et aux cycles de l’eau ;
10. Mme Claude Kiener, conseillère municipale de Saint-Dié-des-Vosges, déléguée à la culture, aux grands evénements et à la mémoire ;
11. Patrick Lalevée, maire de Plainfaing, délégué au tourisme, à la promotion du territoire et à la montagne ;
12. Serge Alem, maire de Ban-de-Sapt, délégué à l’habitat, au logement et aux centralités ;
13. Jacques Jallais, maire Saulcy-sur-Meurthe, délégué à l'urbanisme ;
14. Gina Filogonio, conseillère municipale de Saint-Dié-des-Vosges, déléguée à la vie associative, à la solidarité et à l’égalité des femmes et des hommes ;
15. Virginie Lalevée, maire d'Arrentès-de-Corcieux, déléguée à l’enfance, à la jeunesse et aux services publics.

### Liste des présidents
| Période      | Période      | Identité         | Étiquette | Qualité |
| ------------ | ------------ | ---------------- | --------- | --- |
| janvier 2017 | juillet 2022 | David Valence    | PRV       | Maire de Saint-Dié-des-Vosges (2014 → 2022) Député des Vosges (21e circ.) (2022 → ) Démissionnaire à la suite de son élection comme député |
| juillet 2022 | En cours     | M. Claude George |           | Cadre de l'industrie automobile Maire de Saint-Rémy (1995 → )                                                                              |

### Compétences
L'intercommunalité exerce les compétences qui lui ont été transférées par les communes membres, dans les conditions définies par le code général des collectivités territoriales. Il s'agit de : 
- Développement économique ;
- Aménagement de l’espace ;

- Équilibre social de l’habitat ;
- Politique de la ville ;

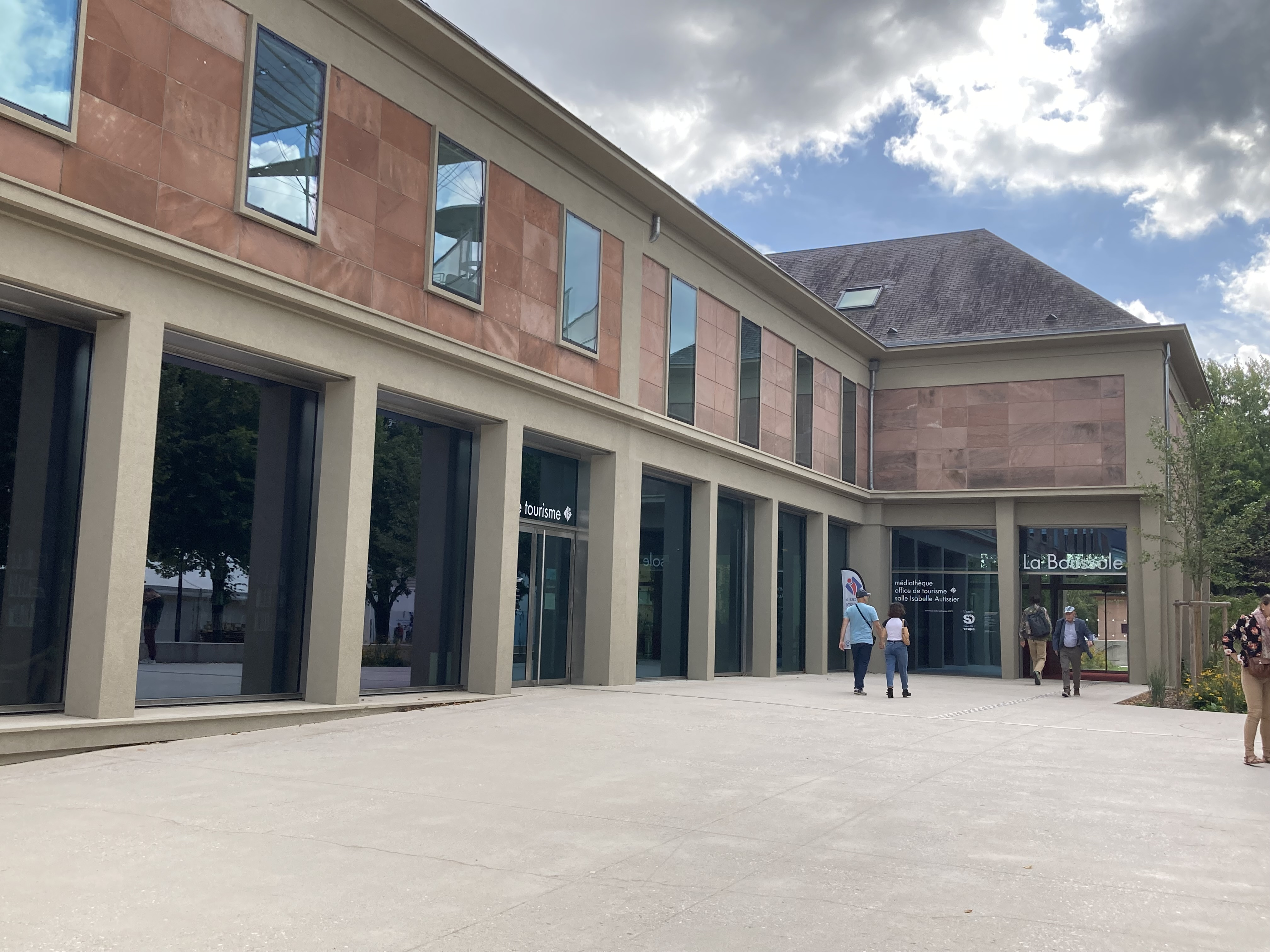
Deux équipements intercommunaux : médiathèque La Boussole et office de tourisme.

- Gestion des milieux aquatiques et prévention des inondations (GEMAPI) ;
- Accueil des gens du voyage,
- Collecte et traitement des déchets des ménages et des déchets assimilés,
- Eau, assainissement des eaux usées, gestion des eaux pluviales urbaines ;
- Protection et mise en valeur de l’environnement et du cadre de vie ;
- Équipements culturels et sportifs ;
- Actions sociales ;
- Maisons de services au public ;
- Équipements et valorisation touristiques et patrimoniaux, Villes et Pays d'art et d'histoire, réhabilitation et valorisation du petit patrimoine rural, signalétique d’identification du territoire ;
- Réseaux publics de communications électroniques, infrastructures télévisuelles,
- Maisons de santé rurales, art musical,
- Participation aux actions du Pays de la Déodatie et du Syndicat Mixte d'Aménagement du Pays des Lacs,
- SDIS,
- Enseignement supérieur, recherche et vie étudiante,
- Gestion des structures paysagères et préservation de la biodiversité et de la qualité de l'eau, encadrement, octroi et versement des paiements pour services environnementaux

### Régime fiscal et budget
La communauté d'agglomération est un établissement public de coopération intercommunale à fiscalité propre.
Afin de financer l'exercice de ses compétences, l'intercommunalité perçoit, comme toutes les communautés d'agglomération, la fiscalité professionnelle unique (FPU) – qui a succédé à la taxe professionnelle unique (TPU) – et assure une péréquation de ressources.
Elle ne reverse pas de dotation de solidarité communautaire (DSC) à ses communes membres.

## Projets et réalisations
Conformément aux dispositions légales, une communauté d'agglomération a pour objet d'associer « au sein d'un espace de solidarité, en vue d'élaborer et conduire ensemble un projet commun de développement urbain et d'aménagement de leur territoire ».